# British Academy Video Games Awards
I British Academy Video Games Awards sono dei premi britannici assegnati annualmente dalla British Academy of Film and Television Arts ai migliori videogiochi dell'anno passato.
La prima edizione dei premi si è tenuta nel 2004, ma riconoscimenti ai videogiochi erano già stati assegnati dalla BAFTA a partire dal 1998, anno di inaugurazione dei British Academy Interactive Entertainment Awards. Nel 2003 venne però annunciata la separazione della cerimonia in due distinte categorie: i BAFTA Interactive Awards, dedicati all'intrattenimento elettronico in senso lato, e i British Academy Video Games Awards, dedicati esclusivamente ai videogiochi.

## Premi
- Gioco dell'anno
- Miglior Gioco Multiplayer
- Miglior Animazione o Intro
- Miglior Gioco per Bambini
- Miglior Colonna Sonora
- Miglior Gioco per Game Boy Advance
- Miglior Design
- Miglior Gioco per Mobile
- Miglior Gioco di Sport
- Miglior Gioco di Corse
- Miglior Gioco per PC
- Miglior Gioco d'azione
- Sunday Times Reader Award for Games
- Miglior Gioco per PlayStation 2
- Miglior Gioco per Gamecube
- Miglior Sonoro
- Miglior Gioco di Strategia
- Miglior Gioco per Xbox
- Miglior Direzione Tecnica
- Miglior Gioco d'avventura
- Premio Speciale

## Edizioni
- 2003
- 2005
- 2006
- 2007[2]
- 2009[3]
- 2010[4]
- 2011[5]
- 2012
- 2013
- 2014
- 2015 - L'undicesima edizione si è tenuta il 12 marzo 2015 al Tobacco Dock e venne condotta da Rufus Hound. I premi assegnati furono i seguenti:
  - Gioco dell'anno - Destiny
  - Miglior Direzione Artistica - Lumino City
  - Miglior Sonoro - Alien: Isolation
  - Miglior Gioco Britannico - Monument Valley
  - Miglior Gioco di Debutto - Never Alone
  - Miglior Gioco per Famiglie - Minecraft: Console Editions
  - Miglior Design - La Terra di Mezzo: L'ombra di Mordor
  - Miglior Gioco Innovativo - The Vanishing of Ethan Carter
  - Miglior Gioco Portatile e Mobile - Monument Valley
  - Miglior Multiplayer Online - Hearthstone: Heroes of Warcraft
  - Miglior Colonna Sonora Originale - Far Cry 4
  - Miglior Proprietà Originale - Valiant Hearts: The Great War
  - Miglior Performance - Ashley Johnson (Ellie) - The Last Of Us: Left Behind
  - Miglior Gioco Persistente - League of Legends
  - Miglior Gioco di Sport - OlliOlli
  - Miglior Storia - The Last of Us: Left Behind
  - BAFTA Ones to Watch Award – Chambara
  - Academy Fellowship – David Braben
- 2016 - La dodicesima edizione si è tenuta il 7 aprile 2016 al Tobacco Dock e venne condotta da Dara Ó Briain. I premi assegnati furono i seguenti:
  - Gioco dell'anno - Fallout 4
  - Miglior Direzione Artistica - Ori and the Blind Forest
  - Miglior Sonoro - Everybody's Gone to the Rapture
  - Miglior Gioco Britannico - Batman: Arkham Knight
  - Miglior Gioco di Debutto - Her Story
  - Miglior Gioco per Famiglie - Rocket League
  - Miglior Design - Bloodborne
  - Miglior Gioco Innovativo - Her Story
  - Miglior Gioco Portatile e Mobile - Her Story
  - Miglior Multiplayer - Rocket League
  - Miglior Colonna Sonora Originale - Everybody's Gone to the Rapture
  - Miglior Proprietà Originale - Until Dawn
  - Miglior Performance - Merle Dandridge (Kate Collins) - Everybody's Gone to the Rapture
  - Miglior Gioco Persistente - Prison Architect
  - Miglior Gioco di Sport - Rocket League
  - Miglior Storia - Life is Strange
  - BAFTA Ones to Watch Award – Sundown
  - Academy Fellowship – John Carmack
  - AMD eSports Audience Award – Smite
  - BAFTA Premio Speciale – Amy Hennig[6]

- 2017 - La tredicesima edizione si è tenuta il 6 aprile 2017 al Tobacco Dock e venne condotta da Danny Wallace. I premi assegnati furono i seguenti:
  - Gioco dell'anno - Uncharted 4: Fine di un ladro
  - Migliore Direzione Artistica - Inside
  - Miglior Sonoro - The Last Guardian
  - Miglior Gioco Britannico - Overcooked
  - Miglior Gioco di Debutto - Firewatch
  - Miglior Gioco Migliorato - Rocket League
  - Miglior Gioco per Famiglie - Overcooked
  - Miglior Design - Inside
  - Miglior Gioco Innovativo - That Dragon, Cancer
  - Miglior Gioco per Mobile - Pokémon Go
  - Miglior Multiplayer - Overwatch
  - Miglior Colonna Sonora Originale - Virginia
  - Miglior Storia - Inside
  - Migliore Proprietà Originale - Inside
  - Migliore Performance - Cissy Jones (Delilah) - Firewatch
  - BAFTA Special Award – Brenda Romero
  - BAFTA Ones to Watch Award – Among the Stones
  - AMD eSports Audience Award – Clash Royale

- 2018 - La quattordicesima edizione si è tenuta il 12 aprile 2018 al Tobacco Dock e venne condotta da Dara Ó Briain. I premi assegnati furono i seguenti:
  - Miglior Gioco: What Remains of Edith Finch
  - Migliore Direzione Artistica: Hellblade: Senua’s Sacrifice
  - Miglior Sonoro: Hellblade: Senua’s Sacrifice
  - Miglior Gioco Britannico: Hellblade: Senua’s Sacrifice
  - Miglior Gioco di Debutto: Gorogoa
  - Miglior Gioco Migliorato: Overwatch
  - Miglior Gioco per Famiglie: Super Mario Odyssey
  - Miglior Gioco Oltre l’Intrattenimento: Hellblade: Senua’s Sacrifice
  - Miglior Game Design: Super Mario Odyssey
  - Gioco più Innovativo: The Legend of Zelda: Breath of the Wild
  - Miglior Gioco per Mobile: Golf Clash
  - Miglior Multiplayer: Divinity Original Sin 2
  - Miglior Colonna Sonora: Cuphead
  - Miglior Storia: Night in the Woods
  - Migliore Proprietà Originale: Horizon Zero Dawn
  - Migliore Performance: Melina Juergens – Hellblade: Senua’s Sacrifice

- 2019 - La quindicesima edizione si è tenuta il 4 aprile 2019 al Queen Elizabeth Hall e venne condotta da Dara Ó Briain. I premi assegnati furono i seguenti:
  - Miglior Gioco: God of War
  - Miglior Direzione Artistica: Return of the Obra Dinn
  - Miglior Sonoro: God of War
  - Miglior Gioco Britannico: Forza Horizon 4
  - Miglior Gioco di Debutto: Yoku's Island Express
  - Miglior Gioco Migliorato: Fortnite Battle Royale
  - Miglior Gioco per Famiglie: Nintendo Labo
  - Miglior Gioco Oltre l’Intrattenimento: My Child Lebensborn
  - Miglior Game Design: Return of the Obra Dinn
  - Gioco più Innovativo: Nintendo Labo
  - Miglior Gioco per Mobile: Florence
  - Miglior Gioco per Mobile (Premio della EE): Old School RuneScape
  - Miglior Multiplayer: A Way Out
  - Miglior Colonna Sonora: God of War
  - Miglior Storia: God of War
  - Migliore Proprietà Originale: Into the Breach
  - Migliore Performance: Jeremy Davies (The Stranger) - God of War
  - Premio Speciale: Epic Games

- 2020 - Sebbene la cerimonia fosse prevista alla Queen Elizabeth Hall di Londra, l'evento è stato trasmesso in live streaming il 2 aprile 2020 a causa della pandemia COVID-19.
  - Miglior Gioco: Outer Wilds
  - Migliore Direzione Artistica: Sayonara Wild Hearts
  - Migliore Animazione: Luigi's Mansion 3
  - Migliore Realizzazione Tecnica: Death Stranding
  - Miglior Sonoro: Ape Out
  - Miglior Gioco Britannico: Observation
  - Miglior Gioco di Debutto: Disco Elysium
  - Miglior Gioco Migliorato: Path of Exile
  - Miglior Gioco per Famiglie: Untitled Goose Game
  - Miglior Gioco Oltre l’Intrattenimento: Kind Words (lo fi chill beats to write to)
  - Miglior Game Design: Disco Elysium
  - Miglior Gioco per Mobile (Premio della EE): Call of Duty: Mobile
  - Miglior Multiplayer: Apex Legends
  - Miglior Colonna Sonora: Disco Elysium
  - Miglior Storia: Disco Elysium
  - Miglior Proprietà Originale: Disco Elysium
  - Migliore Performance Protagonista: Gonzalo Martin (Sean Diaz) - Life Is Strange 2
  - Migliore Performance Non Protagonista: Martti Suosalo (Ahti the Janitor) - Control
  - Premio BAFTA Fellowship: Hideo Kojima

- 2021 - L'evento si è svolto in diretta streaming il 25 marzo 2021. Le candidature sono state annunciate il 3 marzo 2021.[7]
  - Miglior Gioco: Hades
  - Miglior Gioco EE (scelto dal pubblico): The Last Of Us Parte II
  - Miglior Gioco Britannico: Sackboy: A Big Adventure
  - Miglior Gioco di Debutto: Carrion
  - Miglior Gioco Migliorato: Sea of Thieves
  - Miglior Gioco per Famiglie: Sackboy: A Big Adventure
  - Miglior Gioco Oltre l'Intrattenimento: Animal Crossing: New Horizons
  - Miglior Game Design: Hades
  - Migliore Animazione: The Last Of Us Parte II
  - Miglior Direzione Artistica: Hades
  - Miglior Sonoro: Ghost of Tsushima
  - Miglior Multiplayer: Animal Crossing: New Horizons
  - Miglior Colonna Sonora: Spider-Man: Miles Morales
  - Miglior Realizzazione Tecnica: Dreams
  - Miglior Storia: Hades
  - Miglior Proprietà Originale: Kentucky Route Zero: TV Edition
  - Miglior Performance Protagonista: Laura Bailey (Abigail "Abby" Anderson) - The Last Of Us Parte II
  - Miglior Performance Non Protagonista: Logan Cunnigham (molteplici ruoli) - Hades
  - Premio BAFTA Fellowship: Siobhan Reddy

- 2022 - L'evento si è svolto in diretta streaming il 7 aprile 2022 presso il Queen Elizabeth Hall a Londra.
  - Miglior Gioco: Returnal
  - Miglior Gioco EE (scelto dal pubblico): Unpacking
  - Miglior Gioco Britannico: Forza Horizon 5
  - Miglior Gioco di Debutto: TOEM
  - Miglior Gioco Migliorato: No Man's Sky
  - Miglior Gioco per Famiglie: Chicory: A Colorful Tale
  - Miglior Gioco Oltre l'Intrattenimento: Before Your Eyes
  - Miglior Game Design: Inscryption
  - Migliore Animazione: Ratchet & Clank: Rift Apart
  - Miglior Direzione Artistica: The Artful Escape
  - Miglior Sonoro: Returnal
  - Miglior Multiplayer: It Takes Two
  - Miglior Colonna Sonora: Returnal
  - Miglior Realizzazione Tecnica: Ratchet & Clank: Rift Apart
  - Miglior Storia: Unpacking
  - Miglior Proprietà Originale: It Takes Two
  - Miglior Performance Protagonista: Jane Perry (Selene Vassos) - Returnal
  - Miglior Performance Non Protagonista: Kimberly Brooks (Hollis Forsythe) - Psychonauts 2